# Entulho

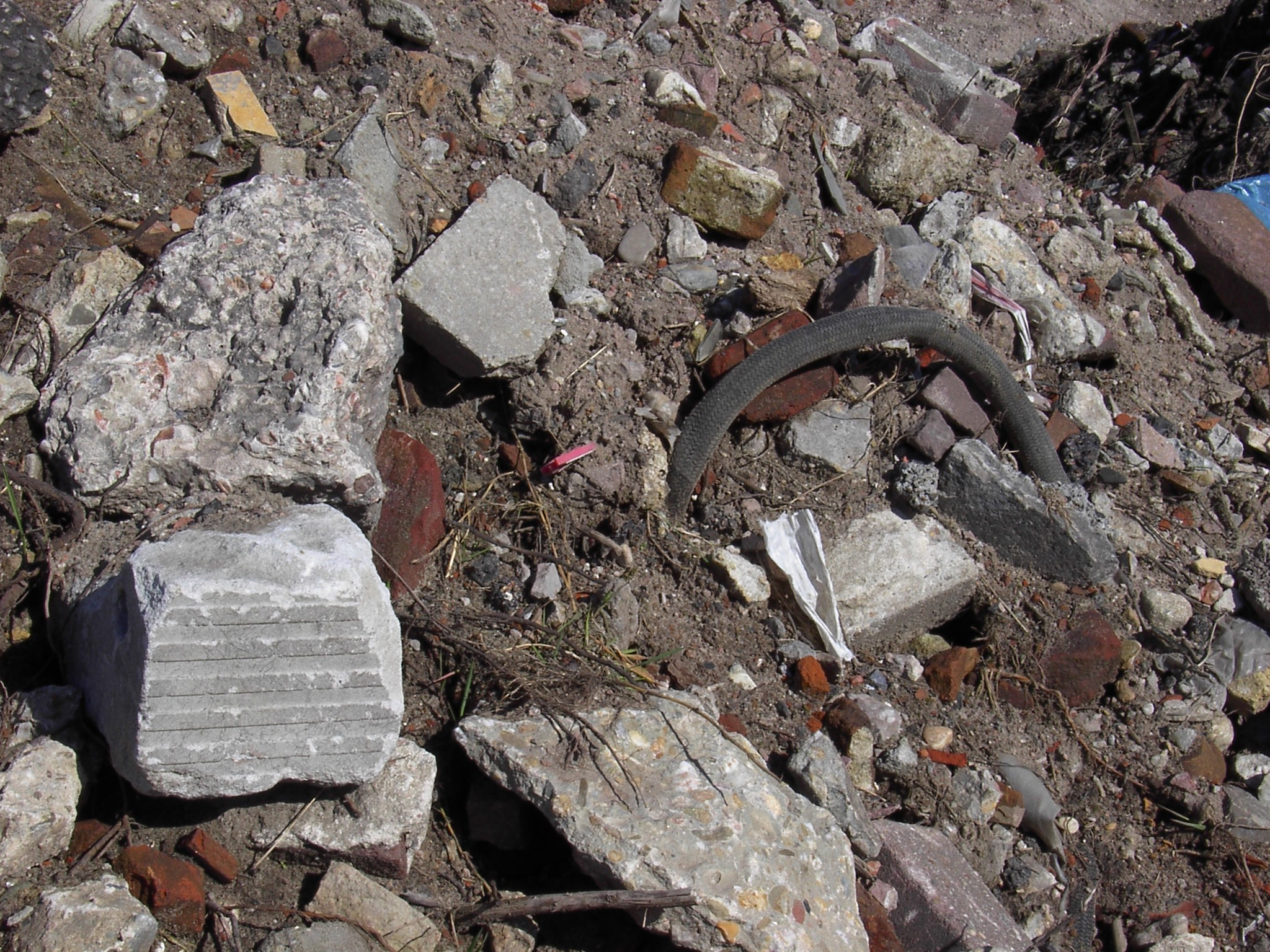
Entulho

Resíduos de Construção ou demolição ou Entulho são os resíduos resultantes da construção ou demolição de um edifício, independentemente das suas características. No Nordeste do Brasil, usa-se o termo metralha e no Sul do Brasil, usam o termo caliça.
A reciclagem de resíduos pela indústria da construção civil vem se consolidando como uma prática importante para a sustentabilidade, seja atenuando o impacto ambiental gerado pelo setor ou reduzindo os custos.
O resíduo da construção civil é significativo no volume de resíduo das cidades. Em São Paulo (cidade), por exemplo, 55% dos resíduos são produzidos pela construção civil. É essencial uma gestão de resíduos (plano de gerenciamento de resíduos) durante a construção, onde os materiais são separados e encaminhados para a reciclagem. Esta iniciativa reduz a produção de entulho a ser depositado em aterros.

## Classificação do entulho

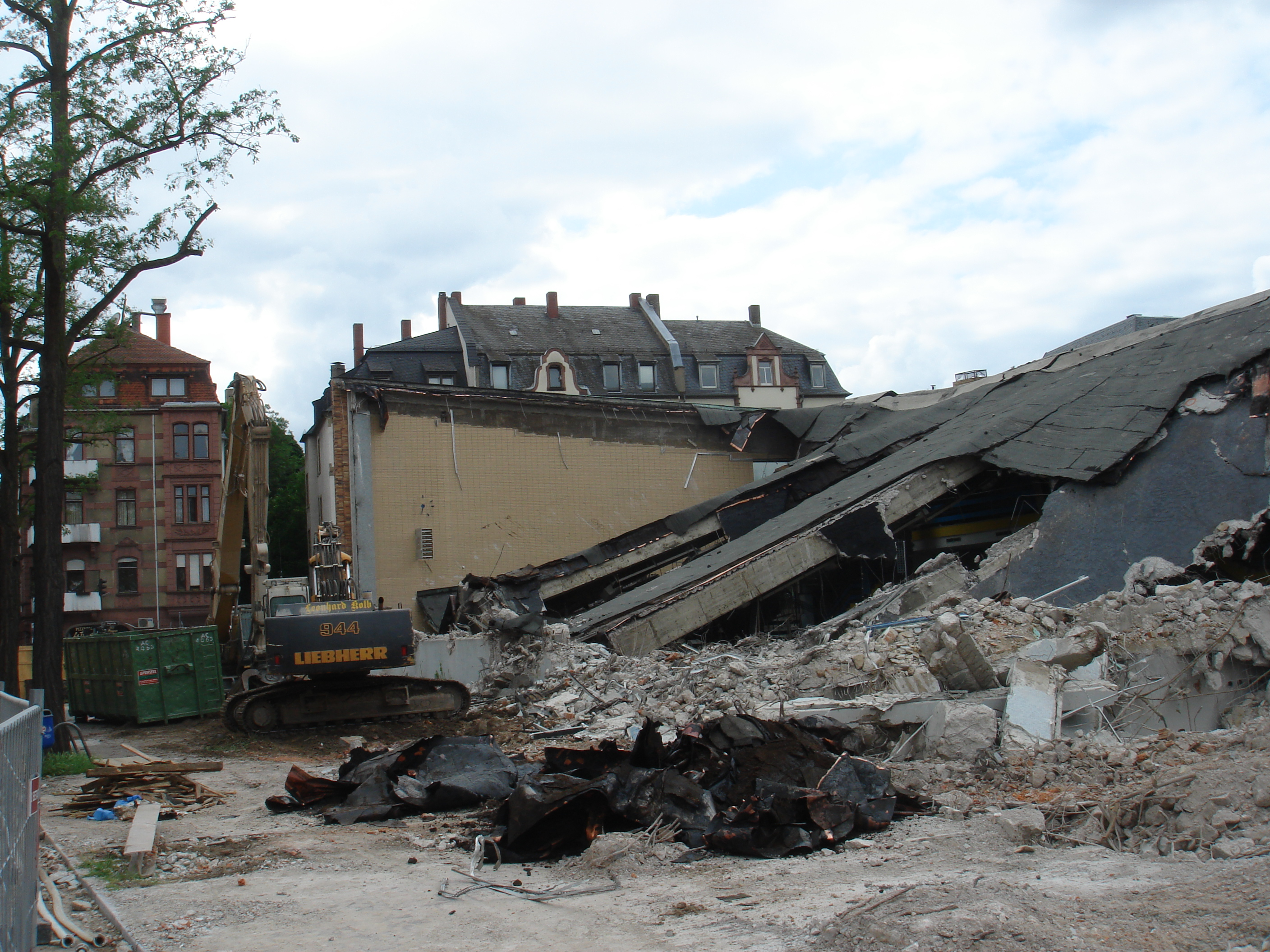
Demolição

Os resíduos da construção são classificados em 4 categorias: A, B, C e D.
- Classe A: alvenarias, concreto, argamassas e solos - podem ser reutilizado na forma de agregados;
- Classe B: restos de madeira, metal, plástico, papel, papelão, gesso,[vidro]s - podem ser reutilizados no próprio canteiro de obra ou encaminhados para reciclagem;
- Classe C: resíduos sem tecnologia para reciclagem;
- Classe D: resíduos perigosos, tais como tintas, solventes, óleos e outros, ou aqueles contaminados oriundos de obras em clínicas radiológicas, hospitais, instalações industriais, etc.

Os resíduos da construção em grandes quantidades podem ser reutilizados ou reciclados. 

## Plano de Prevenção e Gestão de Resíduos de Construção e Demolição
Em Portugal, na execução de empreitadas é necessário que o projecto de execução seja acompanhado de um plano transversal designado por Plano de Prevenção e Gestão de Resíduos de Construção e Demolição (PPG RCD). Deverá constar obrigatoriamente no PPG RCD:
- A caracterização sumária da obra a efectuar, com descrição dos métodos construtivos a utilizar;
- A metodologia para a incorporação de reciclados de RCD (Resíduos de Construção e Demolição);
- A metodologia de prevenção de RCD, com identificação e estimativa dos materiais e reutilizar na própria obra ou noutros destinos;
- A referência aos métodos de acondicionamento e triagem de RCD na obra ou local afecto à mesma;
- A estimativa dos RCD a produzir, da fracção a reciclar ou a sujeitar a outras formas de valorização, bem como da quantidade a eliminar, com identificação do respectivo código da Lista Europeia de Resíduos.

## Legislação aplicável
- Regime das Operações de Gestão de Resíduos de Construção e Demolição
- Modelo de guias de acompanhamento de RCD
- Lista Europeia de Resíduos
- Modelo de Plano de Prevenção e Gestão da Agência Portuguesa do Ambiente